# Plena d'en Gelat
La Plena d'en Gelat, és el nom popular que va prendre una extraordinària inundació de s'Albufera de Mallorca i de sa Pobla, que va tenir lloc el novembre de l'any 1852 a causa de la qual s'obrí una nova desembocadura de l'estany, coneguda des d'aleshores amb el nom de s'Oberta, i que motivà que el projecte de dessecació de s'Albufera, després de decennis de propostes, finalment es dugués a terme.
En el seu moment s'estimà que s'acumularen 100 milions de m³ d'aigua sobre s'Albufera i a la possessió de Son Amer la marca de l'aigua arribà als 20 pams (4 metres) sobre el terra, 6 sobre el nivell de la mar.
Les característiques de l'episodi es corresponen a la combinació d'avingudes torrencials procedents de la capçalera, pluges extremes sobre la zona afectada i fenòmens marins, similars als provocats per una maror ciclònica, tot agreujat per una desembocadura de s'Albufera insuficient.

## La inundació
La pluja va començar dia 30 de novembre, dia de Sant Andreu i persistí l'endemà, i degué tenir caràcter general a l'illa, ja que els torrents anaven plens, el Torrent de Búger es desbordà inundant sa Pobla pel carrer Major. A l'entorn del poble, vora la carretera de Muro, s'hi arribà a posar un metre d'aigua (fins a n'es ventre de ses bistis, en expressió dels testimonis).
Simultàniament, a la mar hi havia un fort temporal de llevant o de xaloc i la mar molt alta, cosa que impedia que l'aigua acumulada i la que corria pels torrents de de Sant Miquel i de Muro desembocàs per la sortida natural de s'Albufera, als Ponts, finalment l'enorme quantitat d'aigua, embassada entre s'Albufera i sa Pobla, obrí un portell a la barra dunar de 200 passes de llarg i 5 vares de fondària (~260×~4 m.), al mateix lloc on actualment desemboca el Canal Gran a més de tres quilòmetres de l'anterior, cosa que va permetre desguassar l'aigua acumulada.
La inundació no causà víctimes humanes, però hi va morir molt de bestiar, bous i egües sobretot. Els efectes es deixaren sentir fins a Ciutadella on arribà el roig (aigua roja) de la gran avinguda. També les séquies, que sovint servien de partió entre propietats, quedaren copades de llot i fins alguns dies més tard no va ser possible identificar els límits de les propietats rurals.

## El nom
El nom popular que va prendre la plena, denominació que indica la colmatació del vas de s'Albufera més que el desbordament del curs d'aigua, es deu a Bartomeu Company Serra, Gelat de malnom. En Gelat i el seu cosí Pere Serra, àlies Garrut, oguers de professió, foren enviats a mitja nit de dia trenta a treure les egües que pasturaven per s'Albufera, per part dels seus amos.
Quan tornaven, a la marjal de Son Fornari, la inundació ja no els va deixar continuar i per salvar-se es varen enfilar sobre una garbera composta per 1200 feixos de canyet que trobaren a l'Hort dels Noguers. Allà dalt hi passaren 30 hores, bona part d'elles drets, amb l'aigua fins al pit i fermats l'un a l'altre amb els cabestrells que portaven pels animals, fins que l'aigua baixà. La garbera no va ser moguda per l'escorrentia a causa d'estar recolzada sobre el contrafort d'un canal i estar assegurada per cordes fermades a grans pedres foradades que la llastraven.
Haver sobreviscut en condicions tan extremes, quan tothom els donava per morts, va fixar en la memòria col·lectiva dels poblers l'episodi, que es troba integrat en l'imaginari col·lectiu local.